# Miconia stephananthera
Miconia stephananthera är en tvåhjärtbladig växtart som beskrevs av Ernst Heinrich Georg Ule. Miconia stephananthera ingår i släktet Miconia och familjen Melastomataceae. Inga underarter finns listade i Catalogue of Life.